# PlayPhone
PlayPhone é uma empresa estadunidense distribuidora de conteúdo para telefones celulares (como toques, videos, jogos e papéis de parede etc.), baseada em São José (Califórnia).

## Histórico
Fundada em 2003 por um brasileiro radicado nos EUA, chamado Ron Czerny, a PlayPhone foi pioneira no país na criação de Serviços de Valor Agregado (SVAs ou VAS em inglês), oferecendo conteúdo digital para clientes de operadoras de telefonia móvel, tendo lançado o primeiro portal de download off-deck da América do Norte. A empresa oferecia um serviço baseado em assinatura de conteúdo e possuía em seu catálogo milhares de jogos e ringtones. Por muito tempo, o site da empresa esteve entre os 10 mais visitados websites de entretenimento móvel nos Estados Unidos.[carece de fontes?]
A primeira expansão internacional da empresa aconteceu no Brasil, em 2007, após a PlayPhone adquirir a agência de marketing digital chamada Raja Inteligência em Comunicação, fundada pelo empreendedor brasileiro Renato M. Marcondes, que comandou a operação latino americana até setembro de 2012.
No Brasil, se tornou uma das maiores empresas de entretenimento móvel do Brasil, atuando em parceria com todas as operadoras do país, e atingindo uma base de mais de 2 milhões de assinantes mensais para seus produtos.
Em 2011, a empresa iniciou uma transição em seu modelo de negócios , deixando de fornecer conteúdos móveis para feature phone e focando seus esforço para usuários de smartphones. A empresa criou uma das maiores plataformas de jogos HTML5 do mundo, disponível em dezenas de operadoras em todo mundo.
Links
https://www.istoedinheiro.com.br/noticias/mercado-digital/20110427/estrelas-brasileiras-vale-silicio/3382
https://teletime.com.br/25/03/2008/playphone-lanca-portal-de-conteudo-movel-no-brasil/
https://teletime.com.br/02/12/2009/playphone-alcanca-13-milhao-de-assinantes-no-brasil/
https://propmark.com.br/mercado/playphone-tem-novo-gerente-geral-para-a-america-latina/
https://www.meioemensagem.com.br/home/marketing/2017/07/27/o-homem-que-apresentou-o-street-fighter-ao-brasil.html
https://exame.com/tecnologia/playphone-cria-plataforma-para-jogos-sociais-no-celular/
https://www.mobiletime.com.br/noticias/01/12/2011/playphone-tem-500-mil-usuarios-ativos-de-jogos-sociais-para-celular/
O portal brasileiro se destacou devido a sua grande exposição na mídia, estabelecendo parceiras de mídia com emissoras como MTV Brasil e SBT. Em seu catálogo, a PlayPhone Brasil oferecia conteúdos para celular como: toques polifônicos, truetones, crazytones e nametones, papéis de parede, vídeos e jogos.O Portal Brasileiro tinha ringtones dos principais artistas da música nacional e internacional, divididos entre diversas categorias como Axé, MPB, Samba, Sertanejo, Pagode, Funk, Rap, Hip-Hop, Pop, Rock, Dance, Eletrônico e outras, além dos toques engraçados, como as hilárias imitações produzidas pela turma do Café com Bobagem e o humorista Porpetone,

## Clientes corporativos
Uma das linhas de negócios da PlayPhone era a criação de portais "white label", criando canais de downloads para algumas das maiores marcas do mundo, incluindo Walmart, Lycos, Sega, ABC, Bandai, EMI Music, I-play, Skyzone Mobile, Cartoon Network and Trymedia Mobile.